# Buchanan (Dakota del Nord)
Buchanan è un centro abitato (city) degli Stati Uniti d'America, situato nella Contea di Stutsman nello Stato del Dakota del Nord. Nel censimento del 2000 la popolazione era di 77 abitanti. La città è stata fondata nel 1887.

## Geografia fisica
Secondo i rilevamenti dell'United States Census Bureau, la località di Buchanan si estende su una superficie di 0,2 km², tutti occupati da terre.

## Popolazione
Secondo il censimento del 2000, a Buchanan vivevano 77 persone, ed erano presenti 19 gruppi familiari. La densità di popolazione era di 378 ab./km². Nel territorio comunale si trovavano 29 unità edificate. Per quanto riguarda la composizione etnica degli abitanti, il 100% era bianco.
Per quanto riguarda la suddivisione della popolazione in fasce d'età, il 31,2% era al di sotto dei 18, il 6,5% fra i 18 e i 24, il 41,6% fra i 25 e i 44, il 10,4% fra i 45 e i 64, mentre infine il 10,4% era al di sopra dei 65 anni di età. L'età media della popolazione era di 34 anni. Per ogni 100 donne residenti vivevano 120,0 maschi.